# Catoxyethira fonensis
Catoxyethira fonensis är en nattsländeart som beskrevs av Guenda 1997. Catoxyethira fonensis ingår i släktet Catoxyethira och familjen smånattsländor. Inga underarter finns listade i Catalogue of Life.